# Ludovico I Gonzaga
Ludovico I Gonzaga, född 1268, död 1360, var en italiensk monark. Han var härskare i Mantua mellan 1328 och 1360. 